# Super Series 2007
Die Super Series 2007, auch Summit Series 2007 genannt, war ein Eishockeywettbewerb zwischen den Juniorennationalmannschaften Kanadas und Russlands, der vom 27. August bis zum 9. September 2007 ausgetragen wurde.
Der Wettbewerb umfasste acht Spiele. Die ersten vier Partien wurden vom 27. August bis zum 1. September in Russland in den Städten Omsk und Ufa ausgetragen. Die restlichen vier Spiele fanden in Kanada in Winnipeg, Saskatoon, Red Deer und Vancouver vom 4. bis 9. September statt.
Die erste Summit Series wurde 1972 ausgetragen und war der erste Wettbewerb zwischen professionellen kanadischen und sowjetischen Eishockeyspielern. 1974 wurde diese Veranstaltung wiederholt und 2007 gab es eine Neuauflage auf Grund des 35-jährigen Jubiläums der ersten Ausgabe. Diesmal trafen aber die besten Spieler beider Nationen unter 20 Jahren aufeinander. Die teilnehmenden Spieler mussten nach dem 31. Dezember 1987 geboren sein.

## Aufstellungen
Der vorläufige russische Kader umfasste 28 Spieler, von denen zehn bereits von einem Team der National Hockey League gedraftet worden waren. Torhüter Semjon Warlamow, Verteidiger Iwan Wischnewski und Stürmer Alexei Tscherepanow wurden jeweils in der ersten Runde ausgewählt. Allerdings schied Tscherepanow aufgrund einer Gehirnerschütterung bereits nach dem zweiten Spiel aus. Aufgrund weiterer Verletzungen nominierten die Russen nach dem vierten Spiel drei Spieler nach. Der Trainer der russischen Mannschaft war Sergei Nemtschinow, der über zehn Jahre als Spieler in der NHL aktiv war.
Kanadas Kader bestand aus 25 Spielern, von denen 21 bereits zur Organisation eines NHL-Teams gehörten, aber noch keine Erfahrung in der höchsten nordamerikanischen Profiliga sammeln konnten. 15 wurden in der ersten Runde gedraftet, die Verteidiger Thomas Hickey und Karl Alzner sowie Angreifer Kyle Turris sogar als einer der ersten fünf Spieler des NHL Entry Draft 2007. Trainiert wurde die Mannschaft von Brent Sutter, der bis zum Ende der Saison 2006/07 noch die Red Deer Rebels aus der kanadischen Juniorenliga Western Hockey League betreut hatte und im Herbst 2007 die New Jersey Devils aus der NHL übernahm.

### Kanada
| Torhüter    | Torhüter | Torhüter           | Torhüter         | Torhüter           | Torhüter                                  | Torhüter                    |
| Nr.         |          | Name               | Name             | Geburtsdatum       | Geburtsort                                | Team 2006/07                |
| ----------- | -------- | ------------------ | ---------------- | ------------------ | ----------------------------------------- | --------------------------- |
| 1           |          | Jonathan Bernier   | Jonathan Bernier | 7. August 1988     | Laval, Québec, Kanada                     | Lewiston MAINEiacs          |
| 30          |          | Steve Mason        | Steve Mason      | 29. Mai 1988       | Oakville, Ontario, Kanada                 | London Knights              |
| 31          |          | Leland Irving      | Leland Irving    | 11. April 1988     | Swan Hills, Alberta, Kanada               | Everett Silvertips          |
| Verteidiger |          |                    |                  |                    |                                           |                             |
| Nr.         |          | Name               | Name             | Geburtsdatum       | Geburtsort                                | Team 2006/07                |
| 2           |          | Josh Godfrey       | Josh Godfrey     | 15. Januar 1988    | Kingston, Ontario, Kanada                 | Sault Ste. Marie Greyhounds |
| 3           |          | Logan Pyett        | Logan Pyett      | 25. Mai 1988       | Balgonie, Saskatchewan, Kanada            | Regina Pats                 |
| 4           |          | Thomas Hickey      | Thomas Hickey    | 8. Februar 1989    | Calgary, Alberta, Kanada                  | Seattle Thunderbirds        |
| 5           |          | Keaton Ellerby     | Keaton Ellerby   | 5. November 1988   | Calgary, Alberta, Kanada                  | Kamloops Blazers            |
| 6           |          | Ty Wishart         | Ty Wishart       | 19. Mai 1988       | Comox, British Columbia, Kanada           | Prince George Cougars       |
| 8           |          | Drew Doughty       | Drew Doughty     | 8. Dezember 1989   | London, Ontario, Kanada                   | Guelph Storm                |
| 15          |          | Luke Schenn        | Luke Schenn      | 2. November 1989   | Saskatoon, Saskatchewan, Kanada           | Kelowna Rockets             |
| 27          |          | Karl Alzner – A    | Karl Alzner – A  | 24. September 1988 | Burnaby, British Columbia, Kanada         | Calgary Hitmen              |
| Angreifer   |          |                    |                  |                    |                                           |                             |
| Nr.         |          | Name               | Pos              | Geburtsdatum       | Geburtsort                                | Team 2006/07                |
| 9           |          | Sam Gagner – A     | C                | 10. August 1989    | Oakville, Ontario, Kanada                 | London Knights              |
| 10          |          | Zach Hamill        | C                | 23. September 1988 | Port Coquitlam, British Columbia, Kanada  | Everett Silvertips          |
| 11          |          | Zach Boychuk       | C                | 4. Oktober 1989    | Airdrie, Alberta, Kanada                  | Lethbridge Hurricanes       |
| 12          |          | Brandon Sutter – A | C                | 14. Februar 1989   | Red Deer, Alberta, Kanada                 | Red Deer Rebels             |
| 14          |          | Dana Tyrell        | C                | 23. April 1989     | Airdrie, Alberta, Kanada                  | Prince George Cougars       |
| 16          |          | David Perron       | LW               | 28. Mai 1988       | Sherbrooke, Québec, Kanada                | Lewiston MAINEiacs          |
| 17          |          | Brad Marchand      | C                | 11. Mai 1988       | Halifax, Nova Scotia, Kanada              | Val-d’Or Foreurs            |
| 18          |          | Colton Gillies     | C                | 12. April 1989     | Surrey, British Columbia, Kanada          | Saskatoon Blades            |
| 19          |          | Kyle Turris        | C                | 14. August 1989    | New Westminster, British Columbia, Kanada | Burnaby Express             |
| 20          |          | John Tavares       | C                | 20. September 1990 | Oakville, Ontario, Kanada                 | Oshawa Generals             |
| 21          |          | Stefan Legein      | RW               | 24. November 1988  | Oakville, Ontario, Kanada                 | Mississauga IceDogs         |
| 22          |          | Milan Lucic – C    | LW               | 7. Juni 1988       | Vancouver, British Columbia, Kanada       | Vancouver Giants            |
| 25          |          | Cory Emmerton      | C                | 1. Juni 1988       | St. Thomas, Ontario, Kanada               | Kingston Frontenacs         |
| 28          |          | Claude Giroux      | RW               | 12. Januar 1988    | Ottawa, Ontario, Kanada                   | Gatineau Olympiques         |

### Russland
| Torhüter    | Torhüter | Torhüter                | Torhüter            | Torhüter           | Torhüter                         | Torhüter                  |
| Nr.         |          | Name                    | Name                | Geburtsdatum       | Geburtsort                       | Team 2006/07              |
| ----------- | -------- | ----------------------- | ------------------- | ------------------ | -------------------------------- | ------------------------- |
| 1           |          | Semjon Warlamow         | Semjon Warlamow     | 27. April 1988     | Kujbyschew, Russische SFSR       | Lokomotive Jaroslawl      |
| 31          |          | Wadim Schelobnjuk       | Wadim Schelobnjuk   | 22. April 1989     | Moskau, Russische SFSR           | HK Dynamo Moskau          |
| 35          |          | Sergei Bobrowski        | Sergei Bobrowski    | 20. September 1988 | Nowokusnezk, Russische SFSR      | Metallurg Nowokusnezk     |
| Verteidiger |          |                         |                     |                    |                                  |                           |
| Nr.         |          | Name                    | Name                | Geburtsdatum       | Geburtsort                       | Team 2006/07              |
| 2           |          | Pawel Doronin           | Pawel Doronin       | 21. August 1988    | Ufa, Russische SFSR              | Salawat Julajew Ufa       |
| 3           |          | Alexei Grischin         | Alexei Grischin     | 28. September 1988 | Tschechow, Russische SFSR        | Witjas Tschechow          |
| 4           |          | Igor Subow              | Igor Subow          | 4. Juli 1988       | Toljatti, Russische SFSR         | Lokomotive Jaroslawl      |
| 5           |          | Waleri Schukow          | Waleri Schukow      | 8. Februar 1988    | Nischni Nowgorod, Russische SFSR | Torpedo Nischni Nowgorod  |
| 6           |          | Kirill Tulupow          | Kirill Tulupow      | 23. April 1988     | Moskau, Russische SFSR           | Chicoutimi Sagueneens     |
| 8           |          | Jewgeni Kurbatow        | Jewgeni Kurbatow    | 18. Mai 1988       | Swerdlowsk, Russische SFSR       | HK Awangard Omsk          |
| 23          | bordered | Juri Alexandrow – C     | Juri Alexandrow – C | 24. Juni 1988      | Tscherepowez, Russische SFSR     | Sewerstal Tscherepowez    |
| 27          | bordered | Maxim Tschudinow        | Maxim Tschudinow    | 25. März 1990      | Tscherepowez, Russische SFSR     | Sewerstal Tscherepowez    |
| 29          |          | Iwan Wischnewski        | Iwan Wischnewski    | 18. Februar 1988   | Barnaul, Russische SFSR          | Rouyn-Noranda Huskies     |
| 30          |          | Wjatscheslaw Woinow     | Wjatscheslaw Woinow | 15. Januar 1990    | Tscheljabinsk, Russische SFSR    | HK Traktor Tscheljabinsk  |
| Angreifer   |          |                         |                     |                    |                                  |                           |
| Nr.         |          | Name                    | Pos                 | Geburtsdatum       | Geburtsort                       | Team 2006/07              |
| 7           |          | Alexei Tscherepanow     | C                   | 15. Januar 1989    | Osjorki, Russische SFSR          | HK Awangard Omsk          |
| 10          |          | Jewgeni Bodrow          | C                   | 8. Januar 1988     | Toljatti, Russische SFSR         | HK Lada Toljatti          |
| 11          |          | Michail Gluchow         | RW                  | 13. Mai 1988       | Woskressensk, Russische SFSR     | Chimik Moskowskaja Oblast |
| 12          |          | Artjom Anissimow        | C                   | 24. Mai 1988       | Jaroslawl, Russische SFSR        | Lokomotive Jaroslawl      |
| 14          |          | Alexander Rjabew        | RW                  | 24. August 1988    | Jaroslawl, Russische SFSR        | Lokomotive Jaroslawl      |
| 15          |          | Maxim Mamin             | RW                  | 17. Mai 1988       | Marneuli, Georgische SSR         | HK Metallurg Magnitogorsk |
| 16          |          | Maxim Majorow           | LW                  | 26. März 1989      | Leninogorsk, Russische SFSR      | Neftjanik Almetjewsk      |
| 17          |          | Wjatscheslaw Soloduchin | F                   | 31. Juli 1988      | Leningrad, Russische SFSR        | SKA Sankt Petersburg      |
| 19          |          | Jegor Awerin            | LW                  | 25. August 1989    | Omsk, Russische SFSR             | HK Awangard Omsk          |
| 22          |          | Ilja Kablukow           | C                   | 18. Januar 1988    | Moskau, Russische SFSR           | HK ZSKA Moskau            |
| 24          |          | Alexander Wassjunow     | LW                  | 22. April 1988     | Jaroslawl, Russische SFSR        | Lokomotive Jaroslawl      |
| 26          |          | Jewgeni Dadonow         | RW                  | 12. März 1989      | Tscheljabinsk, Russische SFSR    | HK Traktor Tscheljabinsk  |
| 28          |          | Anton Glowazki          | RW                  | 6. August 1988     | Magnitogorsk, Russische SFSR     | HK Metallurg Magnitogorsk |
| 33          |          | Konstantin Kulikow      | F                   | 22. Februar 1988   | Nischnekamsk, Russische SFSR     | Neftechimik Nischnekamsk  |
| 34          |          | Ruslan Baschkirow       | LW                  | 7. März 1989       | Moskau, Russische SFSR           | Québec Remparts           |
| 37          |          | Wiktor Tichonow         | RW                  | 12. Mai 1988       | Riga, Lettische SSR              | Sewerstal Tscherepowez    |

## Serienverlauf
Die Super Series entwickelte sich für die russische Auswahl zu einem Debakel, obwohl sie gut startete und im ersten Spiel schon nach zehn Minuten mit 2:0 führte. Zum Ende des ersten Drittels hatten die Kanadier Stefan Legein und Kyle Turris jedoch bereits ausgeglichen. Die kanadische Auswahl spielte körperlich hart, doch den Russen gelang es im gesamten Spiel nur einmal eine von den daraus resultierenden elf Überzahlsituationen zu nutzen und am Ende verloren sie mit 2:4 trotz einer Schussstatistik von 42:23 zu ihren Gunsten.
Im zweiten Spiel gingen die Kanadier im ersten Drittel durch Kyle Turris in Führung und dominierten die ersten zwei Drittel. Jedoch gelang es ihnen erst kurz vor dem Ende des zweiten Durchgangs die Führung auf 2:0 zu erhöhen. Das letzte Drittel gestaltete sich ausgeglichener, doch die Russen scheiterten insgesamt 23 Mal an Kanadas Torhüter Jonathan Bernier, der somit einen Shutout verbuchen konnte, während David Perron kurz vor Schluss noch der dritte kanadischen Treffer gelang. Neben der zweiten Niederlage auf heimischen Eis mussten die Russen den Verlust ihrer Stars Alexei Tscherepanow, der sich nach einem Check von Brandon Sutter eine Gehirnerschütterung zuzog, und Artjom Anissimow, der nach einem Knie-Check durch Colton Gillies eine Beinverletzung davontrug, verkraften. Für Aufregung sorgte zudem der Eisnebel in der neuen und noch nicht ganz fertiggestellten Ufa-Arena.

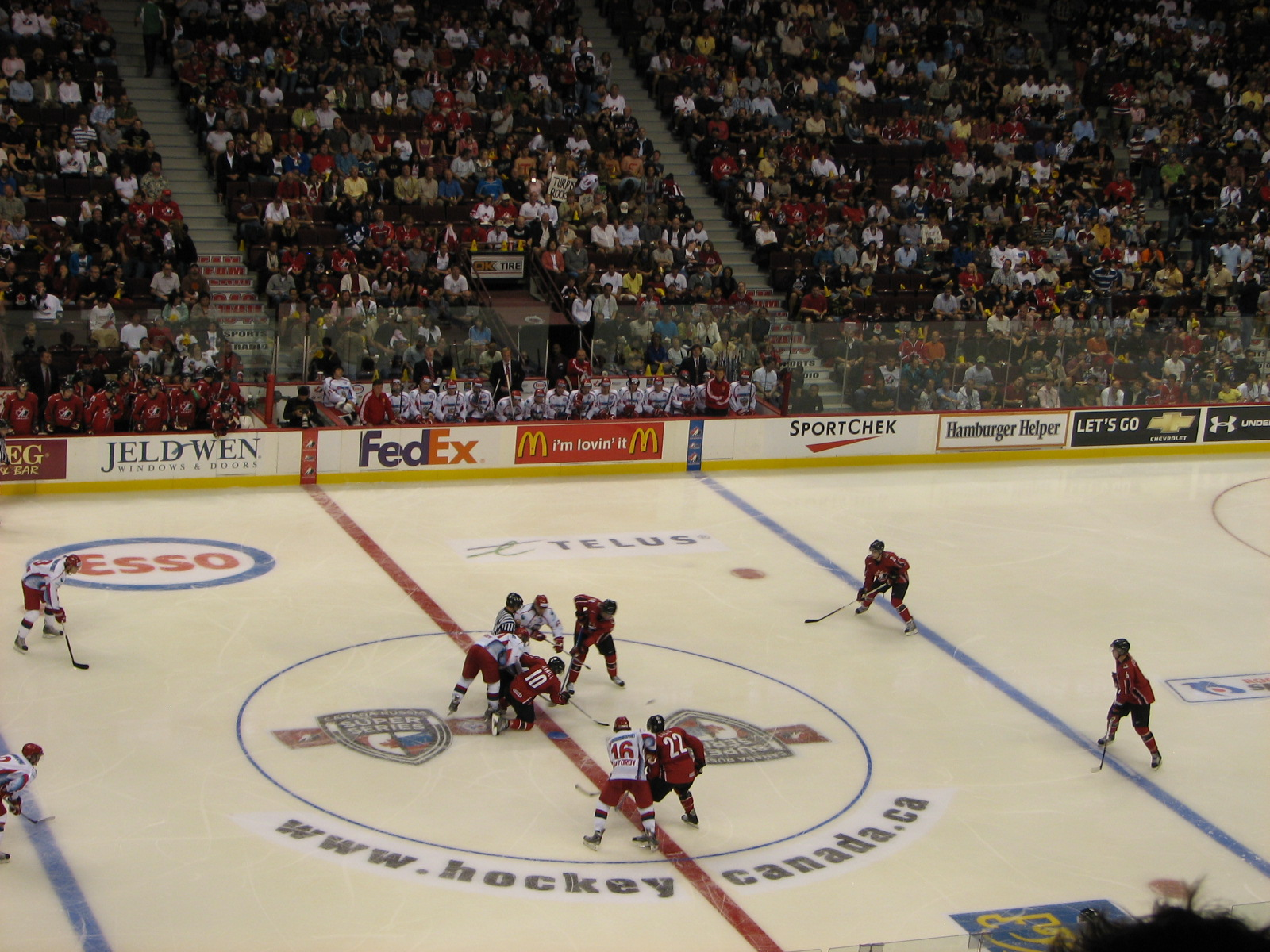
Spielszene aus der achten Partie im General Motors Place

Im dritten Spiel der Serie war das Überzahlspiel der Kanadier das Mittel zum Erfolg, da sie vier von neun Powerplay-Möglichkeiten nutzten und somit die Basis zum 6:2-Sieg und der damit verbundenen 3–0-Führung in der Serie legten. Bereits im ersten Drittel lagen die Russen deutlich zurück, als sie nur einmal bei 13 Möglichkeiten trafen, die Kanadier aber drei ihrer vier Chancen nutzten. Nachdem die Russen in der Drittelpause ihren Torhüter gewechselt hatten, stabilisierten sie sich in der Defensive und konnten auf 3:2 verkürzen, doch ihnen gelang trotz genügend Chancen nicht der Ausgleich. Stattdessen waren es die Kanadier, die im letzten Drittel das Heft in die Hand nahmen und noch drei Mal trafen.
Das vierte Spiel stand erneut im Zeichen der mangelnden Chancenverwertung der Russen, denn Kanadas Torhüter Steve Mason parierte 45 von 47 russischen Schüssen. Stattdessen nutzten wieder die Kanadier ihre Chancen besser und nach zwei Dritteln führten sie mit 3:0. Nachdem Russland innerhalb der ersten drei Minuten des Schlussdrittels durch die Verteidiger Alexei Grischin und Maxim Tschudinow auf 3:2 verkürzen konnten, war es schließlich Brad Marchand, der nur 49 Sekunden nach dem zweiten russischen Treffer mit seinem zweiten Tor des Tages den Sieg für das Team Kanada sicherte.
Bereits nach den vier in Russland ausgetragenen Spielen mussten die Russen auf eine äußerst negative Bilanz blicken. Man hatte keinen Sieg auf heimischen Eis erringen können und in vier Spielen nur sechs Tore erzielt, aber 17 Gegentore kassiert. Gerade das hoch eingeschätzte Torhütertalent Semjon Warlamow hatte enttäuscht, da die Kanadier im Durchschnitt nur vier Schüsse brauchten, um gegen ihn ein Tor zu schießen.
Zurück in Kanada begann das fünfte Spiel mit einem torlosen ersten Drittel, trotz zahlreicher Überzahlsituation auf beiden Seiten. Zu Beginn des zweiten Drittels hatte die russische Mannschaft einen guten Start und kam innerhalb der ersten drei Minuten zu fünf Chancen, konnte jedoch nicht den Führungstreffer erzielen. Dies blieb nur wenig später Claude Giroux vorbehalten, der kurz darauf auch das 2:0 erzielte. Alexander Wassjunow verkürzte keine drei Minuten später für die Russen, doch die kanadische Mannschaft nutzte ihre Chancen und führte nach dem zweiten Drittel bereits mit 5:1. Im letzten Drittel entwickelte sich das Spiel erst richtig zu einer Blamage für die russische Mannschaft, als das Team Kanada sogar auf 8:1 erhöhte, obwohl die Russen im gesamten Spiel mehr Torschüsse verbuchten. Kanada erreichte mit dem fünften Sieg die Vorentscheidung in der Serie.
Das erste Drittel im sechsten Spiel wurde deutlich von Kanadiern dominiert, die die Russen nur zu zwei Torschüssen kommen ließen, selbst konnten sie aber nur eine von 13 Chancen nutzen. Im zweiten Drittel wurde die russische Mannschaft stärker und erzielte durch Iwan Wischnewski den Ausgleich. Besonders Torhüter Semjon Warlamow, der bei seinen bisherigen Einsätzen enttäuschte, konnte sich rehabilitieren und war einer der Gründe, dass es erstmals in der Serie nach dem zweiten Drittel unentschieden stand. Das dritte Drittel war geprägt von einem ständigen Anstürmen der Kanadier, die in den letzten 20 Minuten 29 Schüsse auf Warlamows Tor abfeuerten. Trotz einer überzeugenden Leistungen des russischen Torhüters, stand es am Ende 1:4.
Sam Gagner, der das Spiel ausglich und somit den Endstand bestellte.

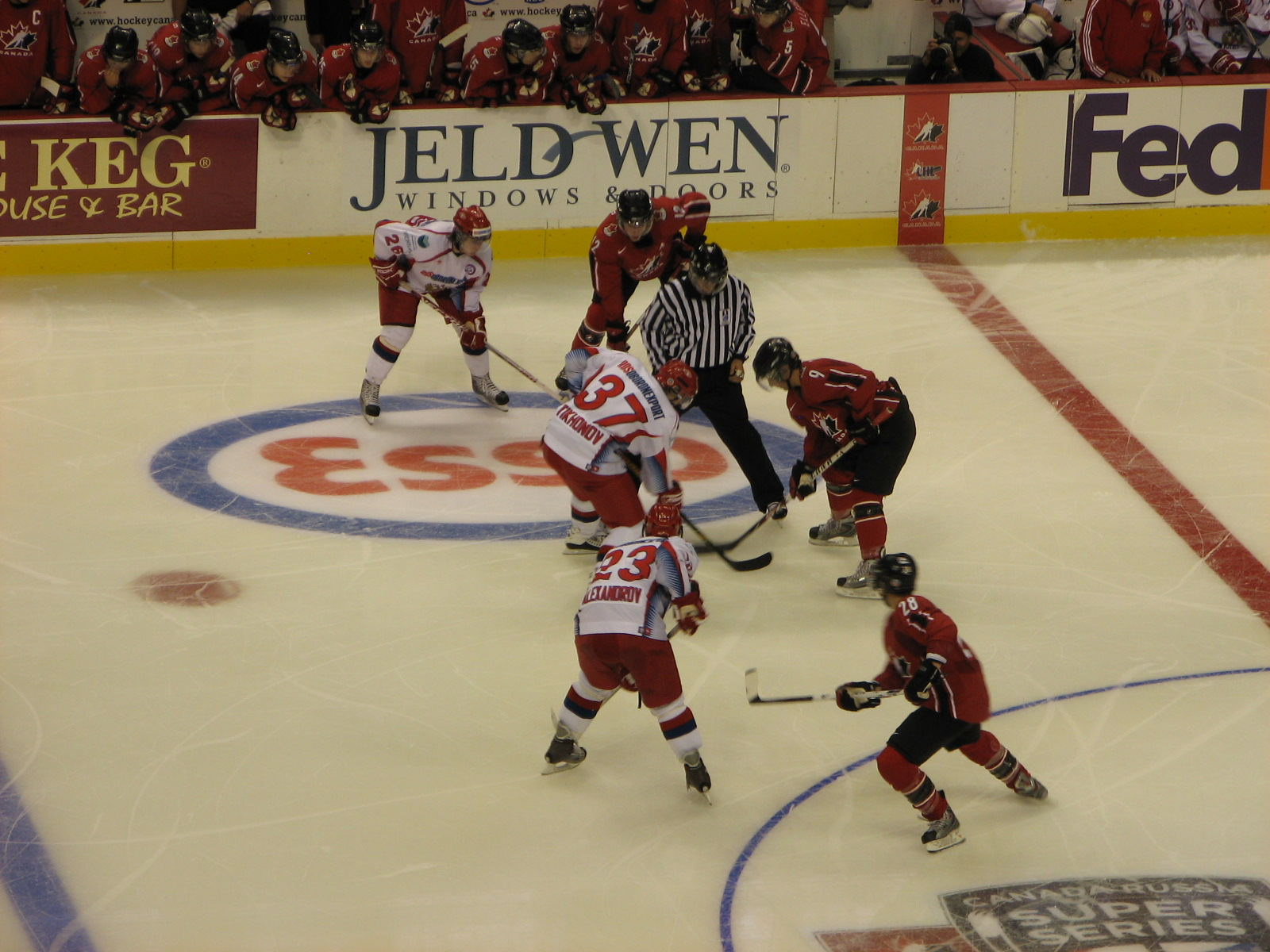
Spielszene aus der achten Partie im General Motors Place

Im siebten Spiel gingen die Russen im ersten Durchgang mit 2:0 in Führung, ehe Kyle Turris kurz vor der Pause noch verkürzen konnte. Das zweite Drittel wurde in seinen letzten acht Minuten turbulent, als erst die Kanadier innerhalb von vier Minuten das Spiel in eine 3:2-Führung drehen konnten, aber nur drei Minuten später wieder in Rückstand lagen. Zu Beginn des letzten Drittels war es schließlich
Das finale Spiel fand schließlich in Vancouver statt und blieb in den ersten 20 Minuten torlos, ehe die Kanadier im zweiten Drittel drei Mal im Powerplay trafen. Kyle Turris erhöhte die Führung im letzten Drittel um zwei Tore und Colton Gillies erzielte das 6:0. Das letzte Tore der Serie schoss Jewgeni Dadonow. Im letzten Durchgang kam es zudem nach einem Check von Maxim Tschudinow gegen Claude Giroux zu einem großen Handgemenge, in dessen Folge gegen drei Spieler jedes Teams insgesamt 70 Strafminuten verhängt wurden.
Sam Gagner, der mit sechs Toren und neun Assists Topscorer war, wurde zum MVP der Serie gewählt. Zweitbester Scorer war der erst 16-jährige John Tavares mit neun Punkten und bester Torschütze war Kyle Turris mit sieben Treffern. Bester russischer Scorer war Alexander Rjabew mit zwei Toren und zwei Torvorlagen.
Auf Grund des enttäuschenden Abschneidens für die russische Mannschaft erklärte der russische Sportminister Wjatscheslaw Fetissow, der selbst sehr erfolgreicher Eishockeyspieler war, Änderungen in der Förderung und Ausbildung im russischen Eishockey in Erwägung zu ziehen.
| Russland vs. Kanada                                                        | Russland vs. Kanada                                            | Russland vs. Kanada | Russland vs. Kanada | Russland vs. Kanada | Russland vs. Kanada |
| Datum                                                                      | Austragungsort                                                 | Heimteam            | Heimteam | Auswärtsteam | Auswärtsteam        |
| -------------------------------------------------------------------------- | -------------------------------------------------------------- | ------------------- | --- | --- | ------------------- |
| 27. August                                                                 | Ufa-Arena, Ufa 8.500 Zuschauer (ausverkauft)                   | Russland            | 2 W. Soloduchin (I. Kablukow) 6:46 A. Rjabew (A. Wassjunow) 9:59 | 4 S. Legein (B. Sutter) 15:47 K. Turris (kein Assist) 16:28 B. Marchand (S. Gagner, C. Giroux) 20:58 S. Gagner (B. Marchand) 38:50                                                                             | Kanada              |
| 29. August                                                                 | Ufa-Arena, Ufa 8.500 Zuschauer (ausverkauft)                   | Russland            | 0 | 3 K. Turris (D. Perron, J. Tavares) 14:42 S. Legein (B. Sutter) 39:45 D. Perron (Z. Boychuk) 57:59 | Kanada              |
| 31. August                                                                 | Omsk Arena, Omsk 10.000 Zuschauer (ausverkauft)                | Russland            | 2 P. Doronin (W. Soloduchin) 13:24 A. Rjabew (kein Assist) 24:33 | 6 S. Gagner (D. Perron) 7:48 K. Turris (J. Tavares, D. Perron) 9:40 C. Gillies (kein Assist) 15:11 C. Giroux (S. Legein, M. Lucic) 45:28 S. Legein (K. Ellerby) 46:14 Z. Boychuk (J. Godfrey, T. Hickey) 57:00 | Kanada              |
| 1. September                                                               | Omsk Arena, Omsk 10.000 Zuschauer (ausverkauft)                | Russland            | 2 A. Grischin (I. Subow, M. Majorow) 42:29 M. Tschudinow (kein Assist) 42:56 | 4 B. Marchand (kein Assist) 18:16 S. Gagner (B. Marchand) 21:43 J. Tavares (S. Gagner, C. Giroux) 32:19 B. Marchand (K. Ellerby) 43:45                                                                         | Kanada              |
| 4. September                                                               | MTS Centre, Winnipeg 13.563 Zuschauer                          | Kanada              | 8 C. Giroux (S. Gagner, J. Godfrey) 23:18 C. Giroux (S. Gagner) 26:05 L. Pyett (K. Turris) 31:52 D. Perron (J. Tavares, D. Doughty) 35:15 S. Gagner (J. Godfrey, C. Giroux) 36:21 Z. Boychuk (D. Perron, L. Pyett) 46:53 Z. Hamill (B. Marchand, T. Hickey) 53:07 K. Turris (J. Tavares) 55:31 | 1 A. Wassjunow (kein Assist) 38:56 | Russland            |
| 5. September                                                               | Credit Union Centre, Saskatoon 10.800 Zuschauer                | Kanada              | 4 S. Gagner (D. Doughty, C. Giroux) 19:23 D. Tyrell (Z. Hamill) 47:06 B. Sutter (K. Alzner) 53:05 Z. Boychuk (K. Alzner, Z. Hamill) 58:04 | 1 I. Wischnewski (A. Anissimow, A. Rjabew) 24:17 | Russland            |
| 7. September                                                               | ENMAX Centrium, Red Deer 7.000 Zuschauer (ausverkauft)         | Kanada              | 4 K. Turris (T. Hickey, J. Tavares) 19:28 L. Pyett (J. Tavares, D. Perron) 32:35 B. Sutter (S. Gagner, C. Giroux) 36:31 S. Gagner (J. Godfrey, T. Hickey) 41:32 | 4 W. Woinow (M. Mamin, J. Kurbatow) 1:17 J. Bodrow (kein Assist) 17:10 M. Mamin (R. Baschkirow, M. Majorow) 36:48 A. Wassjunow (R. Baschkirow, W. Woinow) 39:31                                                | Russland            |
| 9. September                                                               | General Motors Place, Vancouver 18.600 Zuschauer (ausverkauft) | Kanada              | 6 K. Alzner (C. Giroux, S. Gagner) 23:43 B. Sutter (S. Gagner, K. Alzner) 31:13 Z. Boychuk (Z. Hamill) 33:08 K. Turris (Z. Boychuk, Z. Hamill) 49:57 K. Turris (J. Tavares, J. Godfrey) 55:46 C. Gillies (L. Pyett, M. Lucic) 56:08                                                            | 1 J. Dadonow (A. Rjabew) 57:20 | Russland            |
| Kanada gewinnt die Super Series mit 7:0. Eine Partie endete unentschieden. |                                                                |                     | | |                     |

## Statistik

### Bester Scorer

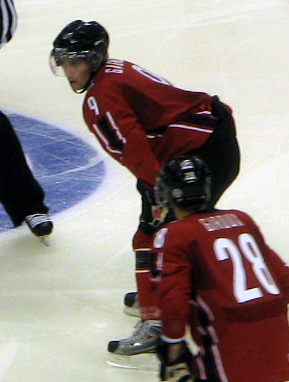
Sam Gagner von den London Knights war Kanadas bester Scorer und gleichzeitig Topscorer der Serie

Abkürzungen: GP = Spiele, G = Tore, A = Assists, Pts = Punkte, PIM = Strafminuten; Fett: Bestwert
| Spieler        | Team   | GP | G | A | Pts | PIM |
| -------------- | ------ | -- | - | - | --- | --- |
| Sam Gagner     | Kanada | 8  | 6 | 9 | 15  | 8   |
| John Tavares   | Kanada | 8  | 1 | 8 | 9   | 26  |
| Kyle Turris    | Kanada | 8  | 7 | 1 | 8   | 6   |
| Claude Giroux  | Kanada | 8  | 3 | 5 | 8   | 22  |
| David Perron   | Kanada | 7  | 2 | 5 | 7   | 6   |
| Zach Boychuk   | Kanada | 7  | 4 | 2 | 6   | 12  |
| Brad Marchand  | Kanada | 6  | 3 | 3 | 6   | 26  |
| Zach Hamill    | Kanada | 6  | 1 | 5 | 6   | 4   |
| Josh Godfrey   | Kanada | 6  | 0 | 6 | 6   | 2   |
| Brandon Sutter | Kanada | 8  | 3 | 2 | 5   | 6   |

### Bester Torhüter
Abkürzungen: GP = Spiele, TOI = Eiszeit (in Minuten), W = Siege, L = Niederlagen, T = Unentschieden, GA = Gegentore, SA = Schüsse aufs Tor, SO = Shutouts, Sv% = gehaltene Schüsse (in %), GAA = Gegentorschnitt; Fett: Bestwert
| Spieler           | Team     | GP | TOI    | W | L | T | GA | SA  | SO | Sv%  | GAA  |
| ----------------- | -------- | -- | ------ | - | - | - | -- | --- | -- | ---- | ---- |
| Jonathan Bernier  | Kanada   | 3  | 150:03 | 2 | 0 | 1 | 3  | 67  | 1  | .956 | 1.19 |
| Leland Irving     | Kanada   | 3  | 180:00 | 3 | 0 | 0 | 4  | 89  | 0  | .955 | 1.33 |
| Steve Mason       | Kanada   | 3  | 149:57 | 2 | 0 | 0 | 6  | 97  | 0  | .938 | 2.42 |
| Wadim Schelobnjuk | Russland | 2  | 100:00 | 0 | 0 | 1 | 7  | 58  | 0  | .879 | 4.20 |
| Semjon Warlamow   | Russland | 3  | 140:00 | 0 | 3 | 0 | 7  | 79  | 0  | .861 | 4.71 |
| Sergei Bobrowski  | Russland | 4  | 240:00 | 0 | 4 | 0 | 21 | 143 | 0  | .853 | 5.25 |